# Юрченко, Снежана Владимировна
Снежа́на Влади́мировна Ю́рченко (бел. Сняжана Уладзіміраўна Юрчанка; род. 1 августа 1984, Синск, Гомельская область) — белорусская легкоатлетка, специалистка по спортивной ходьбе. Выступала за сборную Белоруссии по лёгкой атлетике в 2000—2012 годах, обладательница бронзовой медали Универсиады в Бангкоке, победительница и призёрка первенств республиканского значения, участница летних Олимпийских игр в Пекине. Мастер спорта Республики Беларусь международного класса.

## Биография
Снежана Юрченко родилась 1 августа 1984 года в деревне Синск Лоевского района Гомельской области Белорусской ССР.
Впервые заявила о себе на международном уровне в сезоне 2000 года, когда вошла в состав белорусской национальной сборной и выступила на Кубке Европы по спортивной ходьбе в Айзенхюттенштадте, где в гонке юниорок на 10 км финишировала девятой, выиграв серебряную медаль в командном зачёте.
В 2001 году на Кубке Европы в Дудинце закрыла десятку сильнейших в личном зачёте юниорок и стала второй в командном зачёте. Позднее завоевала бронзовую награду в ходьбе на 5000 метров на юношеском мировом первенстве в Дебрецене.
В 2003 году на Кубке Европы в Чебоксарах была третьей и второй в личном и командном зачётах юниорок соответственно. На юниорском европейском первенстве в Тампере в ходьбе на 10 000 метров финишировала пятой.
На молодёжном европейском первенстве 2005 года в Эрфурте в дисциплине 20 км стала восьмой.
В 2006 году заняла 22-е место на Кубке мира в Ла-Корунье, став при этом бронзовой призёркой командного зачёта.
В 2007 году на Кубке Европы в Ройал-Лемингтон-Спа показала 12-й результат в личном зачёте 20 км и тем самым помогла своим соотечественницам выиграть женский командный зачёт. В той же дисциплине одержала победу на чемпионате Белоруссии в Гродно. Будучи студенткой, представляла страну на Универсиаде в Бангкоке, где с результатом 1:37:26 завоевала бронзовую награду.
В 2008 году защитила звание чемпионки Белоруссии на дистанции 20 км, тогда как на Кубке мира в Чебоксарах была дисквалифицирована за нарушение техники ходьбы. Благодаря череде удачных выступлений удостоилась права защищать честь страны на летних Олимпийских играх в Пекине — в программе 20 км показала время 1:35:33	, расположившись в итоговом протоколе соревнований на 32-й строке.
После пекинской Олимпиады Юрченко осталась действующей спортсменкой на ещё один олимпийский цикл и продолжила принимать участие в крупнейших международных стартах. Так, в 2009 году она стала восьмой на Кубке Европы в Меце и 14-й на чемпионате мира в Берлине.
В 2012 году отметилась выступлением на Кубке мира в Саранске, где в ходьбе на 20 км заняла 41-е место.
За выдающиеся спортивные достижения удостоена почётного звания «Мастер спорта Республики Беларусь международного класса».